# فرودگاه آران‌ای‌اس کالدروس
فرودگاه آران‌ای‌اس کالدروس (به انگلیسی: RNAS Culdrose (HMS Seahawk)) یک فرودگاه نظامی است که یک باند فرود آسفالت دارد و طول باند آن ۱۰۲۸ متر است. این فرودگاه در شهر کورن‌وال کشور انگلستان قرار دارد و در ارتفاع ۸۱ متری از سطح دریا واقع شده است.